# Josue Souza Santos
Josue Souza Santos (10 juli 1987) is een Braziliaans voetballer.

## Carrière
Josue speelde tussen 2007 en 2012 voor Sagan Tosu, FC Machida Zelvia, Anagennisi Karditsa en Qormi. Hij tekende in 2012 bij San Carlos.